# Bachia panoplia
Bachia panoplia är en ödleart som beskrevs av  Thomas 1965. Bachia panoplia ingår i släktet Bachia och familjen Gymnophthalmidae. IUCN kategoriserar arten globalt som livskraftig. Inga underarter finns listade.